# El taconazo
El taconazo es una canción mexicana, norteña, compuesta e interpretada por Eulalio González, más conocido como: Piporro. "El taconazo" constituye una de sus creaciones musicales más exitosas, y que junto con algunas otras, lo identifican con el personaje que él encarnaba.

## Letra y versiones
La letra versa sobre "el baile del taconazo", recomienda la letra tomar a la pareja del brazo y rodear su cintura, juntarse cara a cara y, de portar arma de fuego, "sacar el espinazo" a fin de evitar las consecuencias de un disparo accidental. Contiene además, en la versión de Eulalio González, al menos, el breve diálogo actuado por el intérprete entre este y su tía, a quien propone bailar, y la también breve anécdota o referencia de otro par de asistentes al baile: Doña Lola y Don Pomposo, todo lo anterior con tono jocoso o tinte cómico.
La Sociedad de Autores y Compositores de México registra 63 interpretaciones de esta pieza musical, la mayoría de ellas pertenecientes a grupos de música norteña, pero también se pueden mencionar, además de la versión del Piporro, las interpretaciones de Angélica María, Lorenzo de Monteclaro, Oscar Chávez y Rigo Tovar.

## Motivos culturales
En "El taconazo", se mencionan algunos elementos musicales característicos de la música norteña:
- acordeón: instrumento musical de viento, uno de los más característicos de la música norteña en México.
- bajo sexto: instrumento de doce cuerdas originario de México.
- polca: danza popular de origen europeo que arraigó también en el norte de México
- redova: otra danza popular también del norte de Europa, con ritmo menos vivaz que la anterior, pero de similar arraigo.

En 1959, se estrena la película: "Bendito entre las mujeres", dirigida por Miguel M. Delgado con Luis Aguilar, Eulalio González, Elda Peralta, Marina Camacho, Lilia Guízar y Consuelo Guerrero de Luna como protagónicos. En una escena de este filme, Piporro baila y canta "el taconazo" e integra al baile a todos los otros protagonistas.